# Флоренс Касумба
Флоренс Касумба (нім. Florence_Kasumba; нар. 26 жовтня 1976) — німецька акторка угандійського походження. Відома ролями Айо з низки фільмів кіновсесвіту Marvel, сенатора Аканту у фільмі «Диво-жінка (фільм)», злої відьми Сходу у телесеріалі «Смарагдове місто» та озвученням Шензі у мульфільмі «Король Лев» (2019). Також знялася в німецьких та голландських фільмах.

## Фільмографія
| Рік       |    | Українська назва                       | Оригінальна назва                          | Роль                                                  |
| --------- | -- | -------------------------------------- | ------------------------------------------ | ----------------------------------------------------- |
| 2001      | ф  | Я теж тебе люблю                       | Ik ook van jou                             | Сілке                                                 |
| 2006      | ф  | Камені                                 | The Stoning                                | Нілофе                                                |
| 2006—2019 | с  | Місце злочину                          | Tatort                                     | різні (8 серій)                                       |
| 2007      | с  | Сімейний адвокат                       | Die Familienanwältin                       | Мбуз Таллерт                                          |
| 2007      | с  | Чотири жінки та похорон                | Four Women and a Funeral                   | Фрідом                                                |
| 2010      | с  | Віденський кримінальний відділ         | Vienna Crime Squad                         | Міра Візінгер                                         |
| 2012      | ф  | Транспапа                              | Transpapa                                  | Тессі                                                 |
| 2012      | тф | Спадщина мандрівної повії              | Das Vermächtnis der Wanderhure             | Аліка                                                 |
| 2013      | с  | Зона метрополітену                     | Großstadtrevier                            | Сісі Нгоро                                            |
| 2013      | с  | Останній коп                           | Der letzte Bulle                           | Деніз Мокаба                                          |
| 2013      | с  | У всій дружбі                          | In aller Freundschaft                      | Імані Кутеса                                          |
| 2014      | ф  | Час людоїдів                           | Zeit der Kannibalen                        | Флоренс                                               |
| 2014      | с  | Квест                                  | The Ques                                   | Талмуг (10 серій)                                     |
| 2015      | тф | Стає краще                             | Es kommt noch besser                       | лікарка                                               |
| 2015      | с  | Останній слід Берліна                  | Letzte Spur Berlin                         | мадам Маньонг (серія «Пастка поза грою»)              |
| 2015      | с  | Домініон                               | Dominion                                   | Дарія (3 серії)                                       |
| 2016      | ф  | Офлайн: Ви готові до наступного рівня? | Offline: Are You Ready for the Next Level? | Скулд                                                 |
| 2016      | ф  | Перший месник: Протистояння            | Captain America: Civil War                 | Айо                                                   |
| 2016      | ф  | Що чоловіки говорять про жінок         | Wie Männer über Frauen reden               | Сабіне                                                |
| 2016—2017 | с  | Смарагдове місто                       | Emerald City                               | зла відьма Сходу (3 серії)                            |
| 2017      | ф  | Диво-жінка                             | Wonder Woman                               | сенатор Аканта                                        |
| 2017      | ф  | Артур і Клер                           | Arthur & Claire                            | Майтре                                                |
| 2017      | с  | Доктор Кляйн                           | Dr. Klein                                  | Грейс Кагінді-Баумер (серія «Плани»)                  |
| 2018      | ф  | Чорна Пантера                          | Black Panther                              | Айо                                                   |
| 2018      | ф  | Месники: Війна нескінченності          | Avengers: Infinity War                     | Айо                                                   |
| 2018      | ф  | Німий                                  | Mute                                       | Таня                                                  |
| 2018      | с  | Кобра 11                               | Alarm für Cobra 11 — Die Autobahnpolizei   | агент ФБР Карен Морріс (серія «Найбільш розшукувані») |
| 2018      | с  | Німеччина-86                           | Deutschland 86                             | Роуз Сейтхаті (10 серій)                              |
| 2019      | мф | Король Лев                             | The Lion King                              | Шензі                                                 |
| 2019      | с  | Кримінальна Німеччина                  | Criminal: Deutschland                      | Антьє Борхерт (3 серії)                               |
| 2020      | с  | Німеччина-89                           | Deutschland 89                             | Роуз Сейтхаті                                         |
| 2021      | с  | Сокіл та Зимовий солдат                | The Falcon and the Winter Soldier          | Айо (3 серії)                                         |
| 2022      | ф  | Чорна пантера: Ваканда назавжди        | Black Panther: Wakanda Forever             | Айо                                                   |